# Manohara
Manohara (tamilisch மனோகரா) ist ein tamilischer Film von L. V. Prasad aus dem Jahr 1954. 

## Handlung
Der König erliegt den Verführungskünsten von Vasantasena. Er verlässt für sie seine Frau und seinen Sohn Manohara. Vasantasena lässt Mahohara verhaften, um ihren eigenen Sohn zum Erbe des Landes zu machen. In ihrem Versuch die Macht zu ergreifen, sperrt sie auch den König und die Königin ins Gefängnis. Manohara kann aus der Gefangenschaft entfliehen und führt eine erfolgreiche Volksrevolte gegen Vasantasena und ihren General Ugrasen an.

## Hintergrund
Der Kostümfilm Manohara spielt im 11. Jahrhundert zur Zeit der Chola-Dynastie, einer Zeit der großen Ausdehnung des Tamilen-Reiches. Drehbuchautor M. Karunanidhi setzte hier ein Bühnenstück des einflussreichen tamilischen Dramatikers P. V. Sambandham Mudaliar (1872–1964) mit tamil-nationalistischer Tendenz um, die in Einklang mit der Haltung seiner Partei Dravida Munnetra Kazhagam stand. Die chauvinistische Haltung des Films kulminiert in einem Monolog Ganesans am Ende des Films, in dem er in anti-nordindischer Rhetorik alle Arier als Eindringlinge und Schakale, die über den Khyber-Pass kamen, diffamiert.
Der Film wurde neben der tamilischen auch in einer Telugu- und einer Hindi-Version unter dem Titel Manohar gefertigt, die sich in den Liedern des Films unterscheiden. Die Liedtexte der tamilischen Fassung stammen von Karunanidhi; die der Telugu-Fassung von Acharya Athreya (1921–1989), B. Lakshmikanta Kavi und Sri Sri (1910–1983); die der Hindi-Fassung von Vishwamitter Adil.